# Sebastian Zuberbühler
Sebastian Zuberbühler (* 19. September 1809 in Trogen; † 15. Oktober 1868 in Rorschach; heimatberechtigt in Trogen) war ein Schweizer Pädagoge aus dem Kanton Appenzell Ausserrhoden.

## Leben

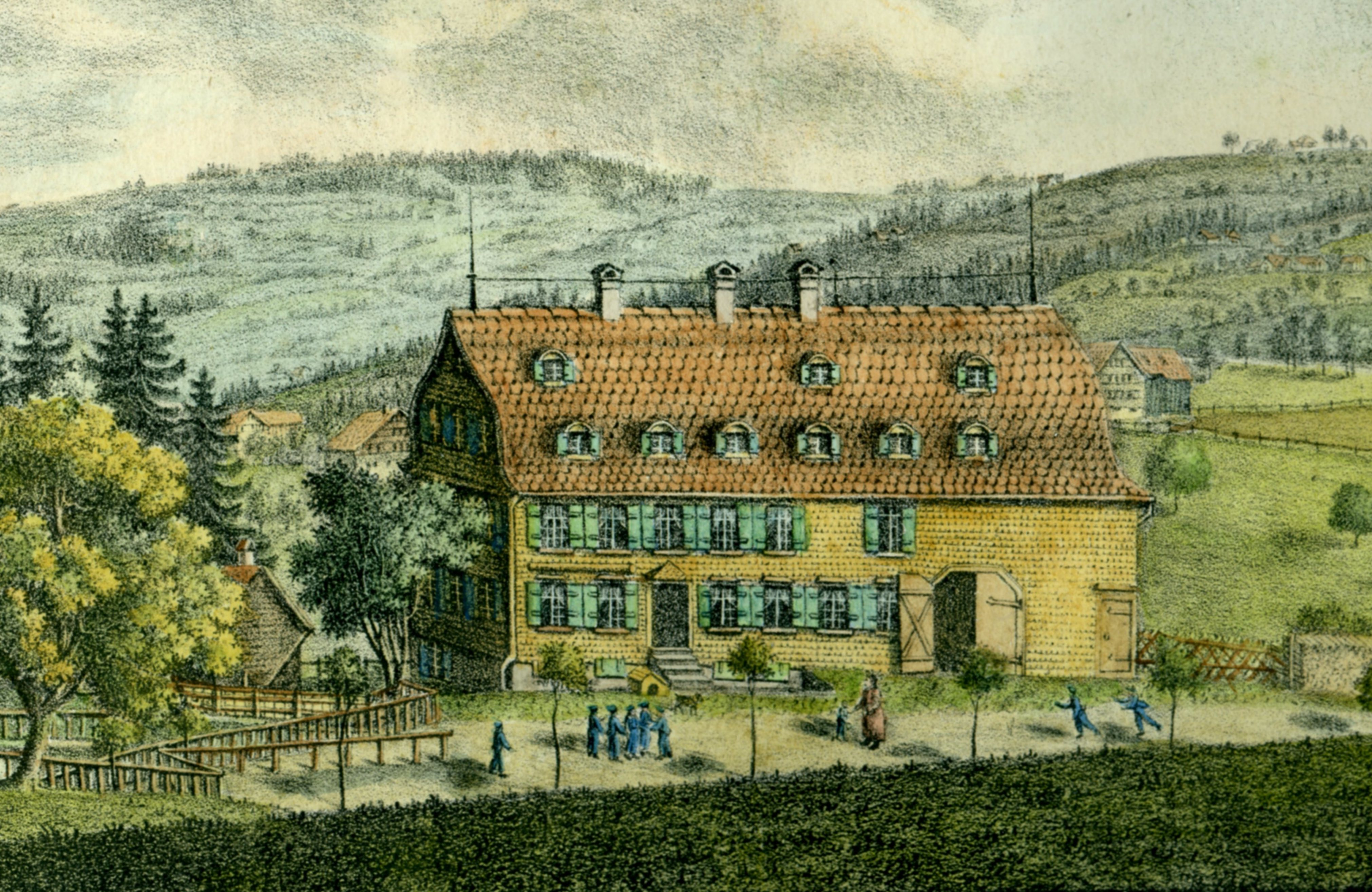
Die Kantonsschule Trogen zur Zeit von Zuberbühlers Besuch

Sebastian Zuberbühler war ein Sohn von Bartholome Zuberbühler, Weber, und Marie Ursula Löhrer, Hebamme. Er heiratete im Jahr 1832 Anna Elisabeth Schläpfer. Eine zweite Ehe ging er im Jahr 1844 mit Rosa Alder ein. Sebastian Zuberbühler besuchte die Grundschule seines Heimatortes. Das als begabt geltende Kind musste nach Besuch der Primarschule aufgrund fehlender finanzieller Mittel zunächst, dem Beruf seines Vaters entsprechend, das Weberreihandwerk (Kammmachen) erlernen. In den Jahren von 1823 bis 1826 absolvierte er die Kantonsschule Trogen. Obwohl er noch minderjährig war, gründete er 1826 in Trogen eine private Primarschule. Bereits ein Jahr danach konnte er doch zum Studium gehen. In den Jahren 1827 und 1828 studierte er an der Universität Basel Mathematik und Naturwissenschaften. Darauffolgend war er Hauslehrer in Rickenbach, Lehrer in Winterthur von 1828 bis 1830, in Trogen von 1830 bis 1833, in Liestal von 1833 bis 1836 sowie in Waldenburg von 1836 bis 1837. In dieser Zeit gehörte er zu den Gründern des Kantonallehrervereins Baselland, dem er von 1833 bis 1835 als erster Präsident vorstand. In dieser Zeit trug er zum Aufbau des neuen Schulwesens im neuen Kanton Baselland bei.
Zuberbühler wurde 1837 Oberlehrer und Vizedirektor am Lehrerseminar im Schloss Münchenbuchsee sowie Schulinspektor im Kanton Bern. Aufgrund des Wahlsieges der Konservativen musste er 1852 seine Stellung aufgeben. Anschliessend wurde er 1852 Rektor des Lehrerseminars Chur. 1861 wechselte er auf die Rektorenstelle des Lehrerseminars von St. Gallen, das ab 1864 im Kloster Mariaberg in Rorschach untergebracht war.
Zuberbühler setzte sich während Jahrzehnten für die Verbesserung des Schul- und Lehrerwesens in der Schweiz ein und war dafür vielfältig an der Gründung von entsprechenden Vereinen beteiligt. Er wirkte aber auch durch Vorträge und Schriften, so gab er unter anderem in den 1860er-Jahren die Pädagogischen Blätter heraus.

## Werke (Auswahl)
- Lehrplan oder freundlicher Ratgeber für die Lehrer des Kantons Graubünden. 1856.
- Pädagogische Reden und Abhandlungen. 1869.